# Фарнезский бык
Фарнезский бык, или Наказание Дирки (итал. Toro Farnese; Il Supplizio di Dirce) — знаменитая мраморная скульптурная группа, изображающая казнь Дирки (или Дирцеи), жены фиванского царя Лика, братьями Амфионом и Зефом за жестокое обращение с их матерью Антиопой.
Братья привязали Дирку к рогам разъярённого быка, который разорвал её на куски. Произведение эпохи эллинизма. Создано в конце II века до нашей эры греческими скульпторами родосской школы Аполлонием из Тралл и его братом Тавриском. Высота скульптуры вместе с подножием 3,7 метра. Экспонируется в Национальном археологическом музее в Неаполе.

## История открытия скульптуры
Произведение Аполлония и Тавриска ещё в древности перевезли с острова Родос в Рим, его приобрёл Гай Азиний Поллион, римский политик, историк, меценат и коллекционер произведений искусства. Скульптура пользовалась известностью, об этом свидетельствуют её многочисленные воспроизведения: в настенных росписях Помпей, на геммах и лидийских монетах.
Скульптуру, разбитую на куски, обнаружили в эпоху Возрождения, 1546 году в ходе раскопок терм Каракаллы в Риме, предпринятых папой Павлом III (Алессандро Фарнезе). Произведение установили во внутреннем дворе Палаццо Фарнезе в Риме, отчего она и получила своё название. Её реставрировали под наблюдением Микеланджело, который предлагал использовать скульптуру для украшения фонтана. В результате реставрации XVI в. (как её понимали в то время) и в 1848 году были добавлены недостающие детали: голова быка, фигура Антиопы с копьём (в наше время считают, что её вообще не было в оригинале), верхняя часть фигуры Дирки и части фигур, представляющих сыновей Антиопы, изображения зверей (кроме собаки) и пастуха — олицетворение горы Киферон на подножии.
В 1787 году, благодаря наследству, полученному Карлом Бурбонским, королём Испании, королём Неаполя и Сицилии (под именем Карла VII) в 1734—1759 годах, сыном Елизаветы Фарнезе (Пармской), супруги Филиппа V Испанского, группу «Фарнезский бык» вместе с другими произведениями коллекции семьи Фарнезе перевезли в Неаполь, в 1791 году сделали частью фонтана на вилле Гайя, загородной резиденции семьи Фарнезе. В 1826 году поместили во дворце Каподимонте, переоборудованном в музей.

## Атрибуция
Вначале группу считали оригиналом, позднее признали копией, выполненной в начале III века нашей эры специально для Терм Каракаллы. Оригинал на основе косвенных сведений из литературных источников датируют приблизительно 50 годом до нашей эры. В иных версиях датировки колеблются от 160 до 50 года до нашей эры. Предполагают также, что оригиналом была не скульптура, а живописное изображение IV или III веках до нашей эры. Столь широкие датировки вызывают также сомнения в авторстве Аполлония и Тавриска.
Скульптура имеет высоту около 3,7 метра. Предположительно, скульптура была сделана из цельного куска мрамора с основанием 2,95 × 3,00 м и весом 24 тонны. Подножие, представляющее собой своеобразный скульптурный пейзаж, изображающий гору Киферон, где якобы происходило действие, многие склонны считать фантазией позднейших «реставраторов».
Скульптурная группа «Фарнезский бык» является характерным произведением эпохи эллинизма. Этому времени, отмеченного чертами кризисного мироощущения, свойственны обращение к жестоким сюжетам, гигантомания, композиции из нагромождения многих разномасштабных фигур, отсутствие цельности композиции и ясности пластических связей. Эти качества противоположны эстетическим критериям искусства древнегреческой классики. Тем не менее, «Фарнезский бык» даже в искажённом виде из-за позднейших дополнений и «реставраций» вызывает интерес на протяжении многих веков.
Известно множество повторений этого произведения: уменьшённые реплики в керамике, бронзе, воспроизведения в рисунках и гравюрах. Гипсовые слепки этого произведения находятся во многих музеях мира: во «дворике слепков» Британского музея в Лондоне, Музее изобразительных искусств им. А. С. Пушкина в Москве.

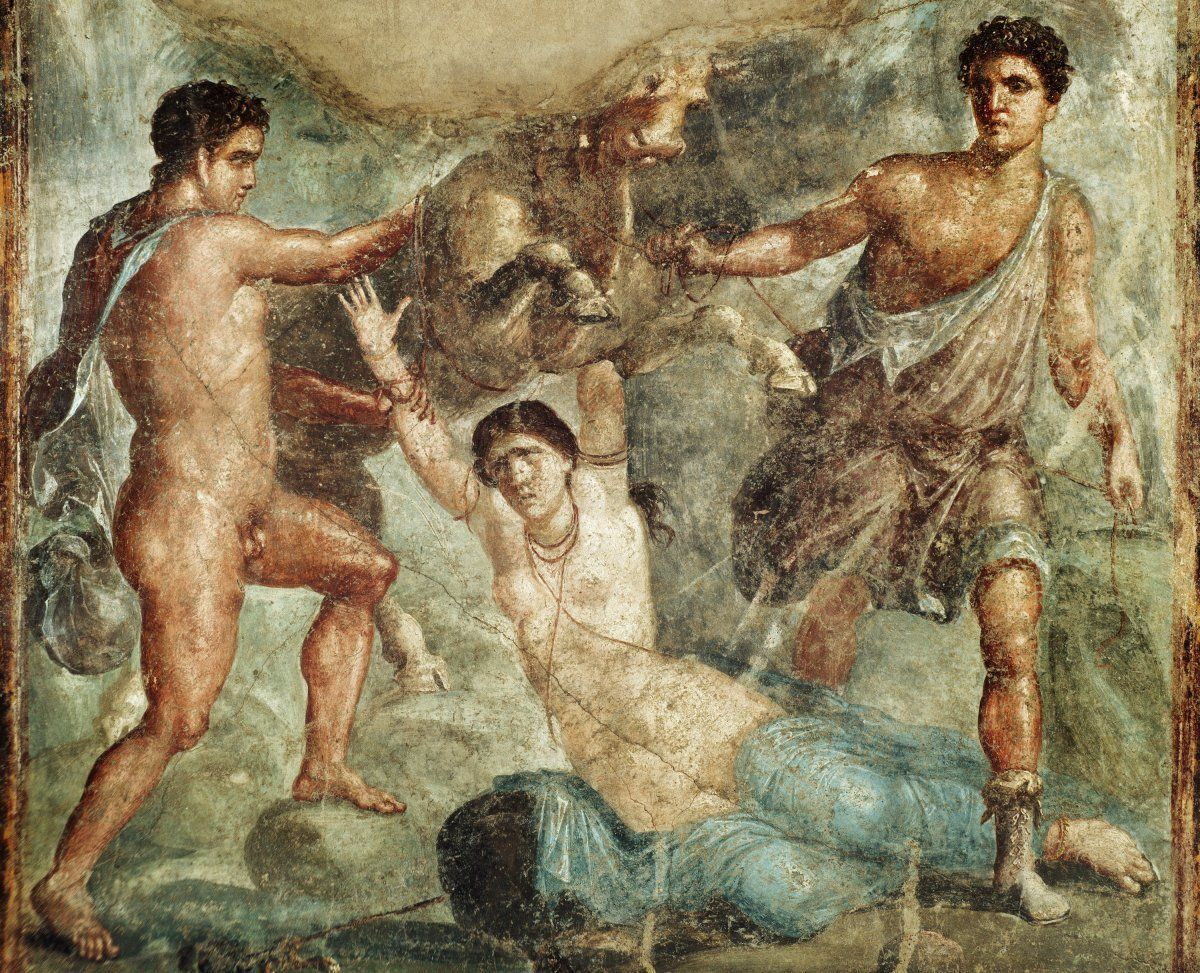
Смерть Дирки, античная фреска из Помпей.
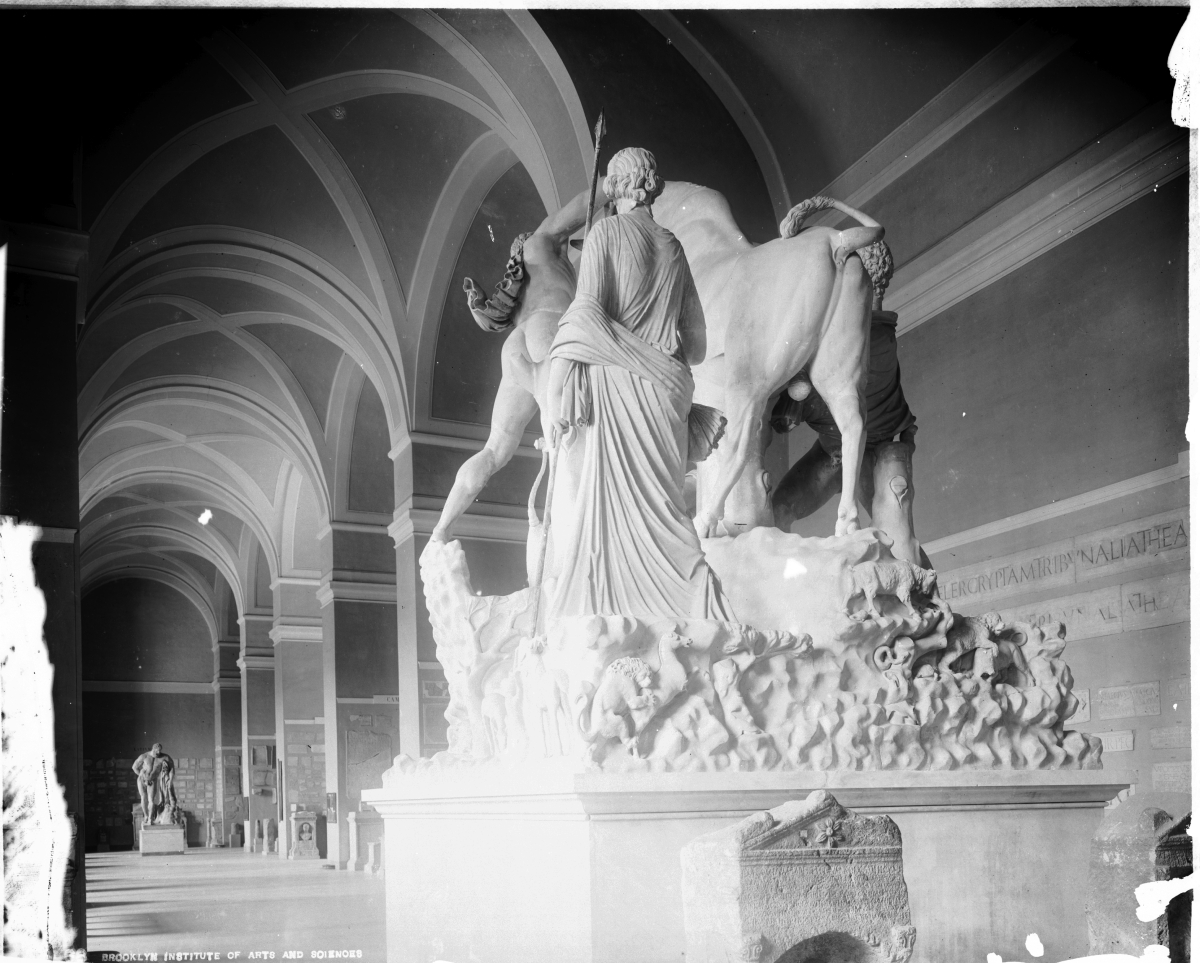
Зал Неаполитанского музея. Фотография 1895 года.
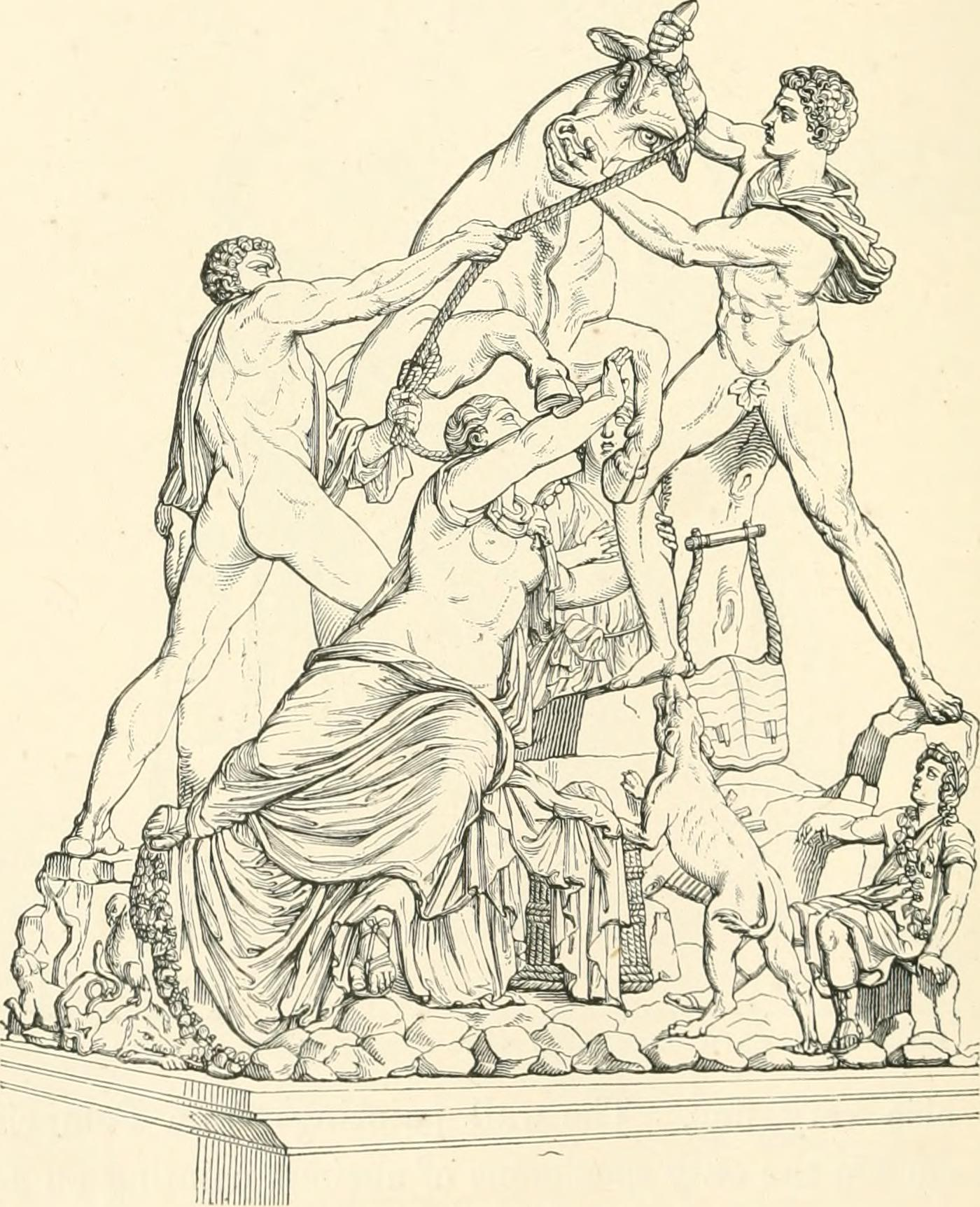
Фарнезский бык. Рисунок 1877 года.
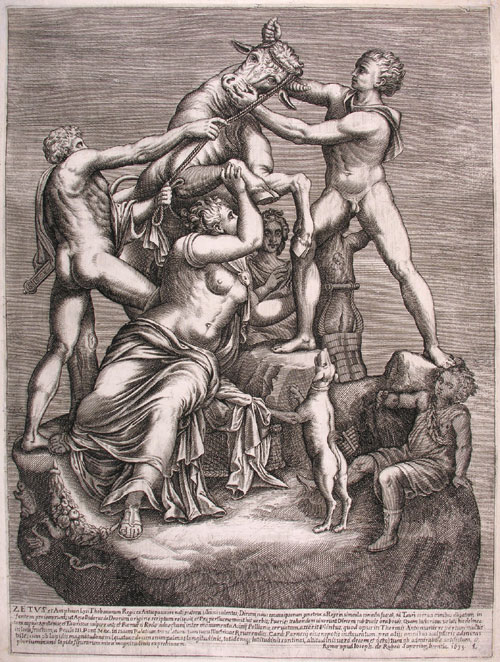
Гравюра 1633 года.
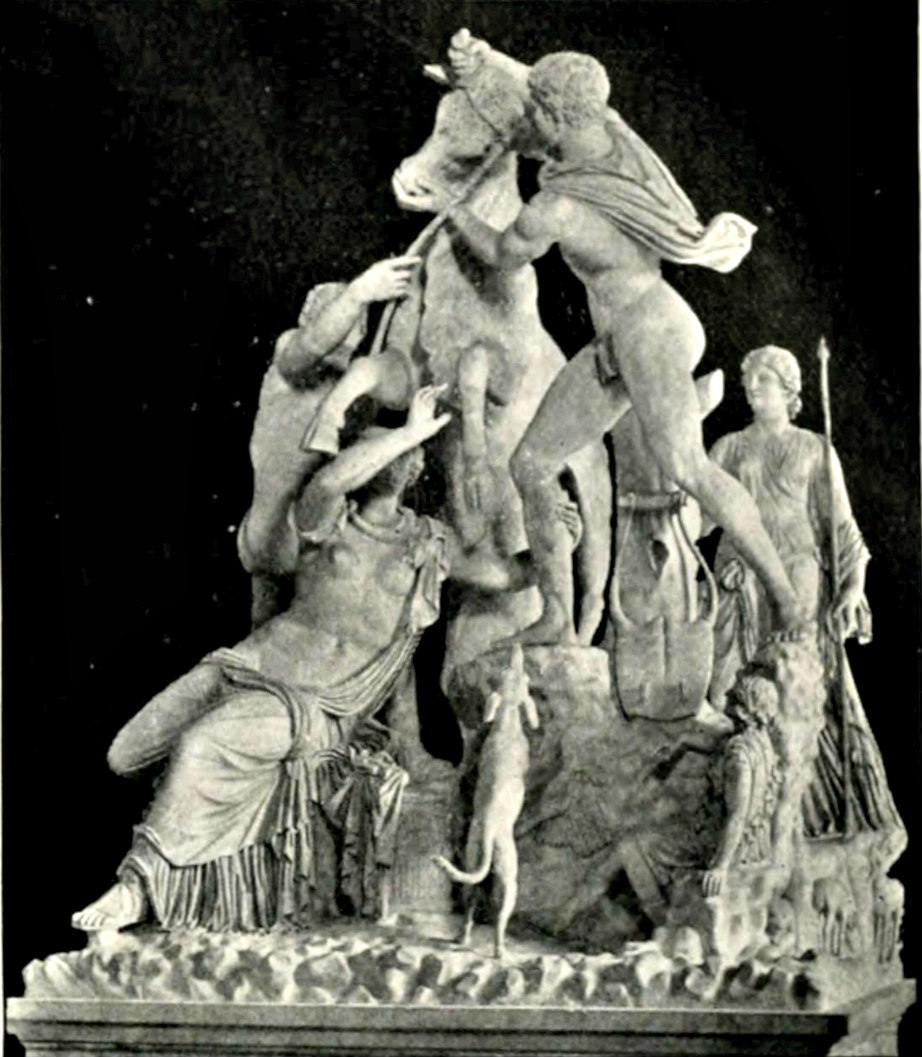
Фотография 1911 года.
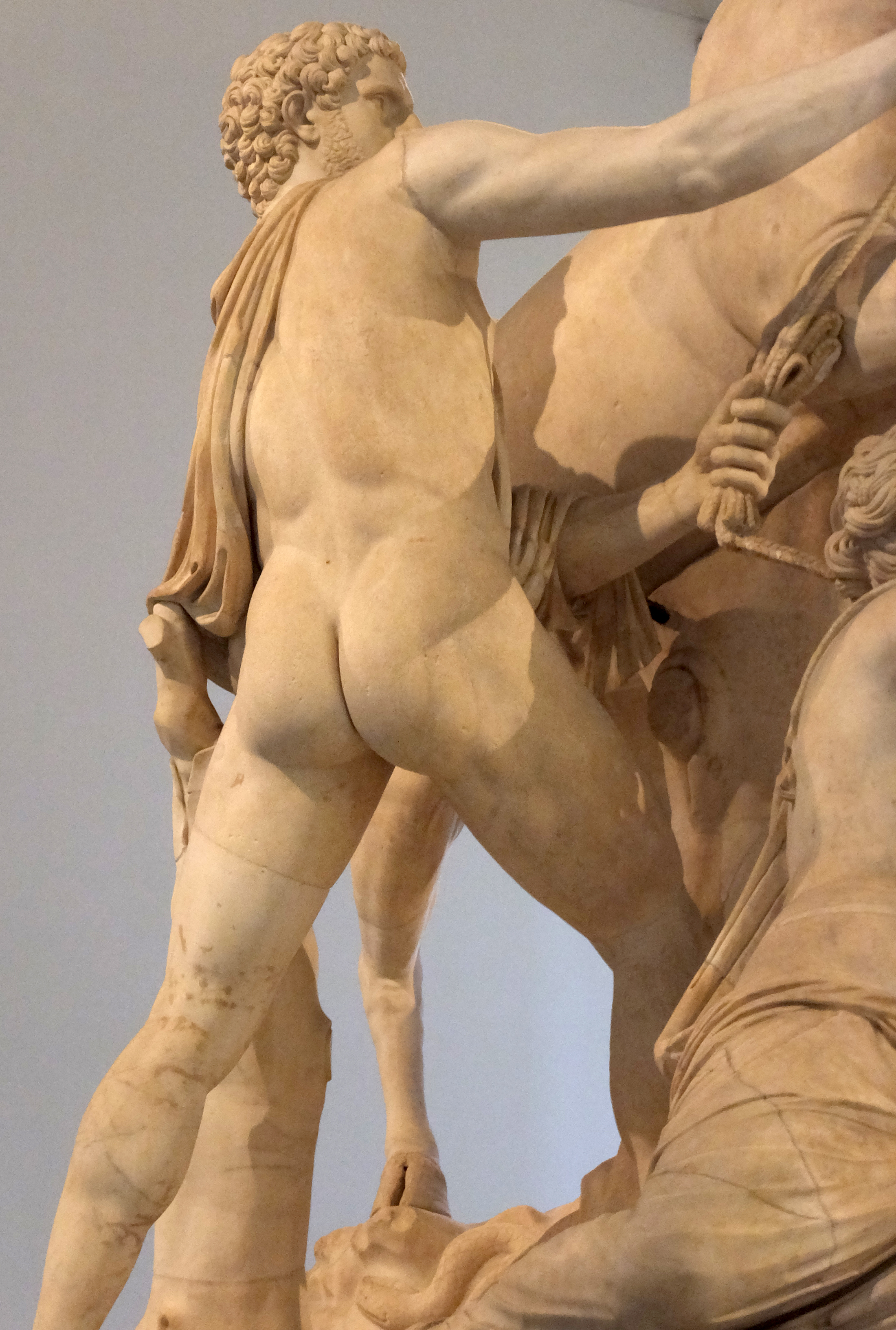
Деталь скульптурной группы.
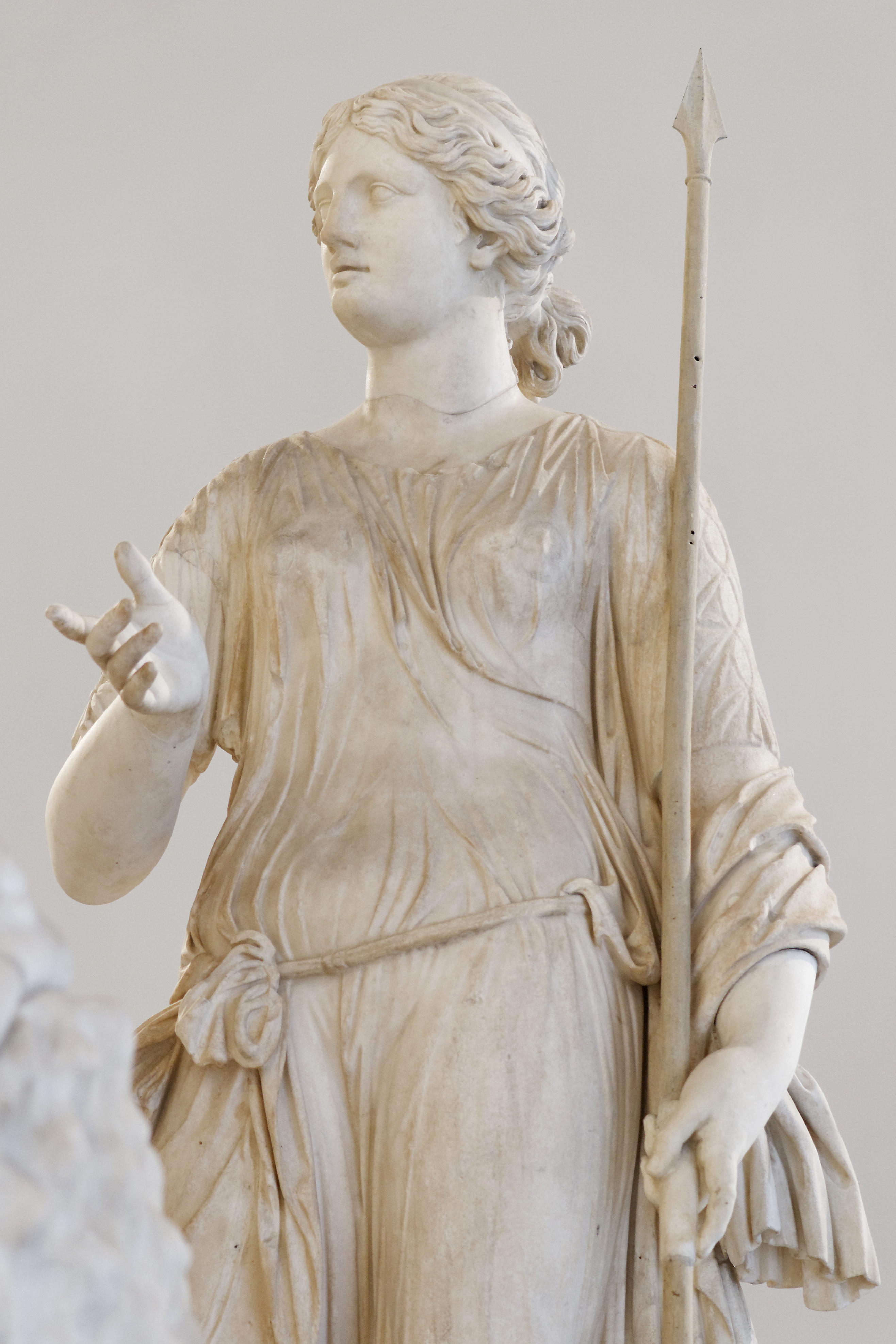
Антиопа.
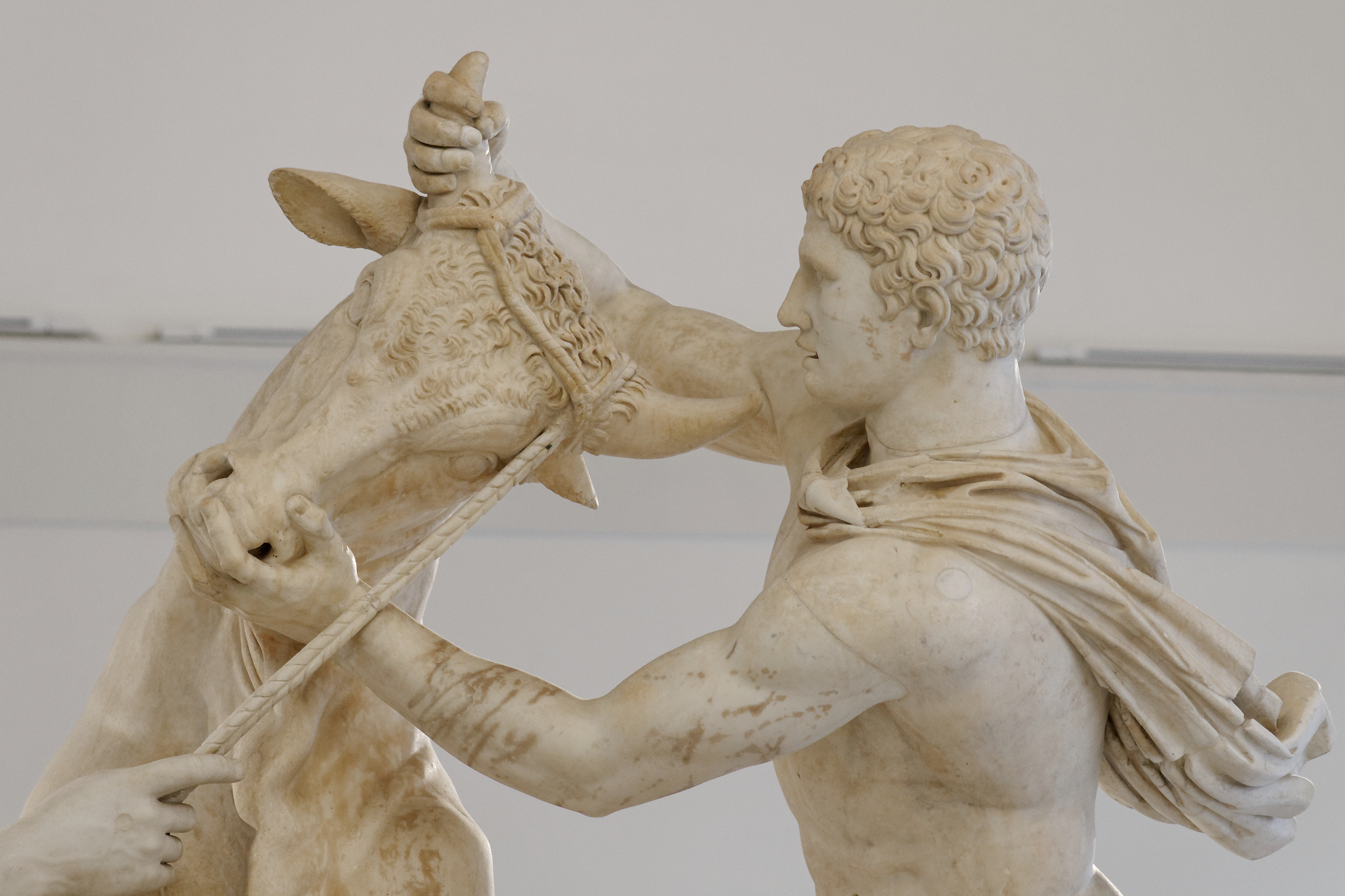
Деталь скульптуры.